# Pierre Dominique
Pour les articles homonymes, voir Dominique et Lucchini.
Pierre Dominique, pseudonyme de Pierre Dominique Lucchini, né le 8 avril 1889 à Courtenay (Loiret) et mort le 6 mai 1973 dans le 7e arrondissement de Paris, est un écrivain, polémiste et journaliste français.

## Biographie
Originaire d'une famille corse d'Aullène (Audde', en langue corse), Pierre Dominique Lucchini étudia la médecine à Ajaccio et pratiqua par la suite une carrière médicale à Sartène ainsi qu'à l'asile Sainte-Anne-d'Auray à Paris. Pendant la Première Guerre mondiale il passa deux ans en tant que médecin militaire sur le front d'Orient. Il est nommé chevalier de la Légion d'honneur en 1919.
Auteur très prolifique, il publia de nombreux ouvrages historiques, des pamphlets, des essais et des biographies, obtenant le prix Balzac en 1924 et le prix de la Société des gens de lettres en 1930. Après la guerre, il entama une carrière de journaliste et témoigna pour part, dans la presse parisienne, de bouleversements politiques en Italie, Pologne, en Union Soviétique et en Espagne républicaine.
Pendant l'entre-deux-guerres, ses sympathies politiques évoluent sensiblement. Entre 1919 et 1922, il est chef de la fédération corse de L'Action française, le mouvement nationaliste français de Charles Maurras. Ensuite, lorsque les autonomistes corses de Petru Rocca fondent le journal A Muvra, Pierre-Dominique se range de leur côté, et entre 1923 et 1926 il siège au comité exécutif du nouveau Partitu Corsu d'Azzione (Parti Corse d'Action), mouvement autonomiste légèrement gauchiste et radicalisant ; ses[Quoi ?] envers le mouvement régionaliste corse demeurent, jusqu'au point de participer au congrès des États-Généraux de la Corse en 1934.
Son livre Deux Jours chez Ludendorff, publié en 1924, est considéré comme la première publication étrangère traitant en détail du nazisme allemand et serait le fruit d'une "collaboration étroite" avec le journaliste allemand Kurt Lüdecke qui l'avait rencontré à Paris en marge d'un congrès anti-juif.
Vers 1926, il commence à évoluer vers la grande formation de centre-gauche, le Parti républicain radical-socialiste. À partir de 1928, avec la publication de sa revue Paris-Phare, il s'associe au groupe des Jeunes Turcs radicaux-socialistes, qui réclament des républicains de gauche, une action politique plus marquée sur le plan social et économique. Pierre Dominique intègre le comité exécutif du Parti radical-socialiste. Il collabore au quotidien d'Émile Roche La République et en devient son rédacteur en chef vers 1936.
Lorsque la Grande Dépression sévit, il pronostiqua une rénovation économique à travers d'une mobilisation des ressources de l'Empire colonial, un certain autoritarisme parlementaire, et une coordination économique à l'échelle européenne.
Durant les années 1930, il fait partie de l'aile droite du parti radical, hostile au Front populaire et plus encore aux communistes, qu'il combat dans La République. Pour autant, en 1935, la LICA, le considère comme un compagnon de route, et en 1938, dans ses articles de La République, il attaque violemment le racisme hitlérien :

« L'Allemagne veut dominer le monde, le monde regarde et s'épouvante, cette plongée au cœur de la barbarie fait horreur. »

Pendant l'Occupation, cependant, il fut directeur de l'Office français d'information de Vichy, de 1941 à 1943,. Il a été décoré de l'ordre de la Francisque.
En 1966, il cofonde l'Association des amis du socialisme français et de la Commune.
Pendant la Guerre froide, il collabora aux journaux d'extrême droite Crapouillot et Rivarol. À la mort de René Malliavin en 1970, Pierre Dominique lui succéda en tant que rédacteur en chef et éditorialiste de Rivarol, jusqu'à sa mort.

## Ouvrages
- Notre-Dame de la sagesse, éd. Grasset, 1924
- Deux jours chez Ludendorff, éd. du Siècle, 1924
- Quatre hommes entre vingt : Montherlant, Morand, Cocteau, Drieu La Rochelle, Paris, Le Divan, 140 p., 1924.
- Les Mercenaires, éd. Grasset, 1925
- Chroniques corses, éd Grasset, 1926.
- Les Danubiennes, dessins d’Edy Legrand, Grasset, 1926
- La Tsigane de Yénitzé, éd. Au Pigeonnier, 1926
- Selon saint Jean, éd. Grasset, 1927
- Sa majesté, éd. Grasset, 1928
- La Révolution créatrice, Librairie Valois, 1929
- La Commune, Bernard Grasset, éditeur, 1930
- Oui, mais Moscou, Librairie Valois, 1931
- Marche, Espagne...., Librairie Valois, 1931
- Le Siège de Paris, éd. Grasset, 1932
- Une bombe au Palais Bourbon, éd. Gallimard, 1935
- La guerre qui vient - Vous vous réveillerez allemands, éd. Flammarion, 1936
- La Marne, éd. Tallandier, 1940
- Mirabeau, éd. Flammarion, 1947
- Les Journées de quarante-huit, éd. Flammarion, 1948
- Le Quatorze Juillet, Lyon, éd. Lardanchet, 1950
- Louis Napoléon et le coup d'État du deux décembre, SFELT, 1951
- La Politique des Jésuites, éd. Grasset, 1955
- Les Polémistes français depuis 1789, éd. La Colombe, 1962 ; rééd. Auda Isarn, 2023
- La Commune de Paris, 1962
- Clemenceau, Club des Amis du livre, 1963
- Léon Daudet, éd. La Colombe, 1964
- Le Deux Décembre, Librairie Académique Perrin, 1966.
- Pour la réouverture des maisons closes, éd. Berger-Levrault, 1967 (avec Jean-Gabriel Mancini)
- L'Inquisition, éd. Perrin, 1969
- Paris enlève le roi : octobre 1789, éd. Perrin, 1973
- 10 août 1792 : la monarchie est morte !, éd. Perrin, 1974

### Théâtre
- 1930 : Feu du ciel de Pierre Dominique, mise en scène Gaston Baty, Théâtre Pigalle.

## Distinctions
- Ordre de la Francisque